# Département de Potosí
Pour les articles homonymes, voir Potosí (homonymie).
Le département de Potosí est un département du sud de la Bolivie. Sa capitale est la ville de Potosí. Occupant la plus grande partie du sud de l'altiplano andin bolivien, il dispose d'une situation stratégique du fait qu'il borde à l'ouest le Chili et au sud l'Argentine, pays voisins avec lesquels il est en relation par des voies routières et ferrées majeures. L'extraction minière constitue par ailleurs une activité économique très importante du département.
Le département est officiellement constitué le 23 janvier 1826 par un décret suprême du président Antonio José de Sucre.

## Géographie

### Localisation
Le département de Potosí est limité au nord par le département d'Oruro, au nord-est par celui de Cochabamba, à l'est par celui de Chuquisaca, au sud-est par celui de Tarija, au sud par l'Argentine et à l'ouest par le Chili.

### Relief
La plus grande partie du relief du département est montagneux, mais en son centre se trouve une importante portion de hauts-plateaux typiques de l'altiplano bolivien.
Le département est constitué à l'est par la cordillère centrale bolivienne entrecoupée de vallées, mais possédant des sommets élevés. Au sud-est se trouvent les cordillères de Chichas et de Lípez, cette dernière contenant de très hauts sommets (l'Uturuncu à 6 008 m et le Cerro Lipez à 5 929 m).
À l'ouest, la cordillère occidentale frontalière du Chili possède des sommets très élevés, approchant également les 6 000 m, souvent volcaniques, comme le Sairecábur (5 950 m), et le volcan Licancábur (5 916 m).
Entre les deux enfin, la grande steppe sèche de l'altiplano bolivien s'étend à environ 3 500 m d'altitude.

### Climat
D'une manière générale les précipitations baissent du nord au sud et de l'est à l'ouest, si bien qu'il est désertique dans les provinces sud-ouest de Daniel Campos, Baldivieso, Nor Lípez et Sud Lípez ainsi qu'en témoigne leur très faible population (22 000 habitants pour plus de 50 000 km2, soit moins de 0,5 habitant/km2).
Dans la cordillère orientale (provinces de Charcas, Chayanta, Tomás Frías, Saavedra, Linares), on dénombre un grand nombre de vallées qui ont des microclimats fort divers et la région est bien peuplée.
Comme partout sur l'Altiplano, le climat est frais (moyenne de 8 °C) et peut descendre en hiver à −30 °C.

### Hydrographie
Le département de Potosí compte des rivières qui coulent vers les trois grands bassins fluviaux du pays :
- Le bassin amazonien, grâce aux ríos Caine, Chayanta et Guadalupe ;
- Celui du Río de la Plata avec les ríos Pilcomayo, Motaca, Tumusla. Le premier est le plus important et compte en outre de nombreux affluents ;
- Le bassin endoréique du lac Poopó et des salars, bassin fermé de l'altiplano, avec le río Márquez qui se jette dans le lac Poopó et le río Grande de Lípez qui aboutit dans le salar d'Uyuni ; de plus, il y a là d'autres rivières mineures qui forment de petites lagunes ou lacs salés comme les lagunes Colorada et Verde.

## Histoire
Le territoire du département de Potosí est habité par des peuples indigènes bien avant sa constitution en tant qu'entité politico-administrative. Un total de 312 sites archéologiques permettent par ailleurs de constater leur présence ancienne. Le premier conquistador à mettre les pieds dans la région est Diego de Almagro, plus précisément en 1536 dans les environs de Tupiza. Les Espagnols fondent quelques années plus tard, en 1545, la ville de Potosí, qui deviendra éventuellement une grande ville sud-américaine.
Subséquemment à la fondation de Potosí, les colons espagnols usent et transforment le système déjà en place de la mita pour y faire travailler les indigènes dans les mines environnantes. Des indigènes vivant à des centaines de kilomètres à la ronde autour de Potosí sont délocalisés pour être soumis au système de l'encomienda (système de quasi-esclavage) par les nouveaux arrivants. La région doit sa prospérité à l'extraction de minerai qui y est très importante.
Le territoire du département de Potosí fait partie de la Vice-royauté du Pérou jusqu'en 1776, année où la Vice-royauté du Río de la Plata est créée et vient englober la région. Le département est finalement créé à partir de l'ancienne Intendence de Potosí (es) de l'Audience royale de Charcas (es), grâce au décret suprême du 23 janvier 1826, dicté par le maréchal d'Ayacucho, Antonio José de Sucre.
La frontière du département avec le Chili se précise après la guerre du Pacifique, en 1883, et avec l'Argentine, au cours du 20e siècle.
Au cours des périodes coloniale et républicaine, la principale activité génératrice de richesse du département demeurait l'exploitation minière, bien que la collecte des impôts des peuples indigènes était également pratiquée par l'État, via un système de taxation indigène qui subsiste jusqu'à la Révolution de 1952. L'exploitation minière est toutefois en déclin au cours du 20e siècle, ce qui entraîne un exode de plusieurs habitants du département vers le département de La Paz ou Cochabamba, plus prospères, ou vers l'Argentine.
Le 24 juin 1967, sous les ordres du général et président René Barrientos, les troupes gouvernementales commettent le plus grand massacre de travailleurs de l'histoire de la Bolivie, soit le massacre de San Juan à Catavi, qui visait des mineurs.

## Population

### Langues parlées
Les principales langues parlées dans le département sont le quechua et l'espagnol et dans une moindre mesure, l'aymara. Il s'agit du seul département bolivien où l'espagnol n'arrive pas en première position de termes du nombre de locuteurs. Malgré cela, le département demeure peu varié linguistiquement, où la très grande majorité des habitants parlent l'une des trois langues officielles nationales du pays les plus parlées.
Le tableau suivant présente le nombre d'habitants du département âgés de six ans et plus en fonction de leur langue principalement parlée pour l'année 2012.
| Langue                  | Département | Bolivie   |
| ----------------------- | ----------- | --------- |
| Quechua                 | 342 880     | 1 339 919 |
| Espagnol                | 311 735     | 5 424 685 |
| Aymara                  | 21 738      | 836 570   |
| Autre langue autochtone | 37          | 73 721    |
| Autre langue            | 1 043       | 146 683   |

### Évolution démographique
Le tableau suivant présente la population du département selon les recensements boliviens. Il est à noter que les résultats antérieurs à 1882 peuvent avoir une fiabilité variable, considérant les méthodes d'estimation de l'époque qui pouvaient s'appliquer à des territoires plus étendus.
| 1831    | 1835    | 1845    | 1854    | 1882    | 1900    | 1950    | 1976    | 1992    |
| ------- | ------- | ------- | ------- | ------- | ------- | ------- | ------- | ------- |
| 192 155 | 226 320 | 243 263 | 254 728 | 237 755 | 325 615 | 509 087 | 657 533 | 645 889 |

| 2001    | 2012    | 2022 | - | - | - | - | - | - |
| ------- | ------- | ---- | - | - | - | - | - | - |
| 709 013 | 828 093 | —    | - | - | - | - | - | - |

## Villes principales
Le tableau suivant présente les villes (au sens de municipalité) du département ayant une population supérieure à 25 000 habitants en 2012, tel que comptabilisé par le recensement bolivien de cette même année.
| Ville                    | 2001    | 2012    |
| ------------------------ | ------- | ------- |
| Potosí                   | 145 057 | 191 302 |
| Villazón                 | 36 266  | 44 906  |
| Tupiza                   | 38 337  | 44 814  |
| Llallagua                | 36 909  | 41 104  |
| Colquechaca              | 31 037  | 35 199  |
| Betanzos                 | 36 821  | 33 922  |
| Cotagaita                | 24 025  | 31 801  |
| San Pedro de Buena Vista | 27 639  | 30 012  |
| Uyuni                    | 18 705  | 29 672  |
| Tinguipaya               | 21 794  | 27 200  |
| Pocoata                  | 20 116  | 26 330  |

## Divisions administratives
Le département de Potosí est divisé en 16 provinces :
| Provinces                 | Population (2012) | Chef-lieu                | Carte des provinces                             |
| ------------------------- | ----------------- | ------------------------ | ----------------------------------------------- |
| Alonso Ibáñez             | 28 315            | Sacaca                   | Carte des 16 provinces du département de Potosí |
| Antonio Quijarro          | 55 327            | Uyuni                    | Carte des 16 provinces du département de Potosí |
| Charcas                   | 40 882            | San Pedro de Buena Vista | Carte des 16 provinces du département de Potosí |
| Chayanta                  | 98 436            | Colquechaca              | Carte des 16 provinces du département de Potosí |
| Cornelio Saavedra         | 55 667            | Betanzos                 | Carte des 16 provinces du département de Potosí |
| Daniel Campos             | 5 850             | Llica                    | Carte des 16 provinces du département de Potosí |
| Enrique Baldivieso        | 1 684             | San Agustín              | Carte des 16 provinces du département de Potosí |
| General Bernardino Bilbao | 10 331            | Arampampa                | Carte des 16 provinces du département de Potosí |
| José María Linares        | 49 796            | Puna                     | Carte des 16 provinces du département de Potosí |
| Modesto Omiste            | 44 906            | Villazón                 | Carte des 16 provinces du département de Potosí |
| Nor Chichas               | 42 447            | Cotagaita                | Carte des 16 provinces du département de Potosí |
| Nor Lípez                 | 14 057            | Colcha "K"               | Carte des 16 provinces du département de Potosí |
| Rafael Bustillo           | 87 272            | Uncía                    | Carte des 16 provinces du département de Potosí |
| Sud Chichas               | 56 048            | Tupiza                   | Carte des 16 provinces du département de Potosí |
| Sud Lípez                 | 6 835             | San Pablo de Lípez       | Carte des 16 provinces du département de Potosí |
| Tomás Frías               | 230 240           | Potosí                   | Carte des 16 provinces du département de Potosí |

## Transports

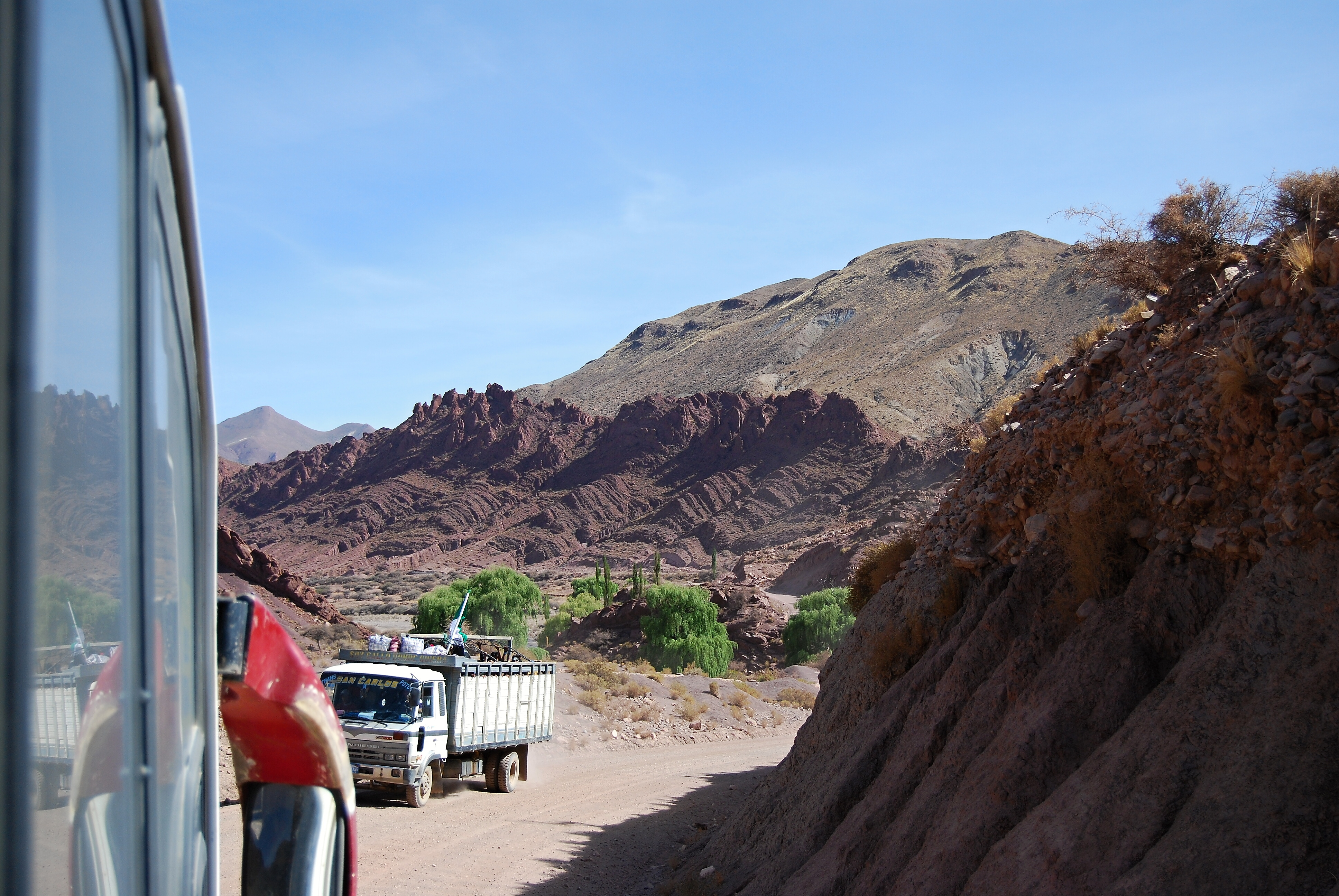
La route 5 entre Potosí et Uyuni.

Situé au sud-ouest du pays et aux confins du Chili et de l'Argentine, le département de Potosí constitue un carrefour névralgique dans le pays. Les infrastructures de transport y sont nombreuses.
En ce qui a trait au transport routier, le département est traversé par plusieurs routes faisant partie du réseau routier national bolivien. Les plus importantes sont la route 5, qui débute à la frontière chilienne, relie Potosí et Uyuni et se rend jusqu'au département de Santa Cruz en passant par Sucre, la route 1, qui relie la capitale départementale à Tarija et Oruro, la route 6 qui dessert le nord du département et relie Oruro et Sucre, en passant par Llallagua et Ocurí et la route 14 qui relie les environs de la capitale départementale à Tupiza, Villazón puis la frontière argentine. Les routes 20, 21, 28 et 30 font aussi partie du réseau routier national, mais sont d'importance moindre. La majorité des routes nationales sont pavées, bien qu'un tronçon important de la route 5 situé à l'ouest d'Uyuni demeure non asphalté.

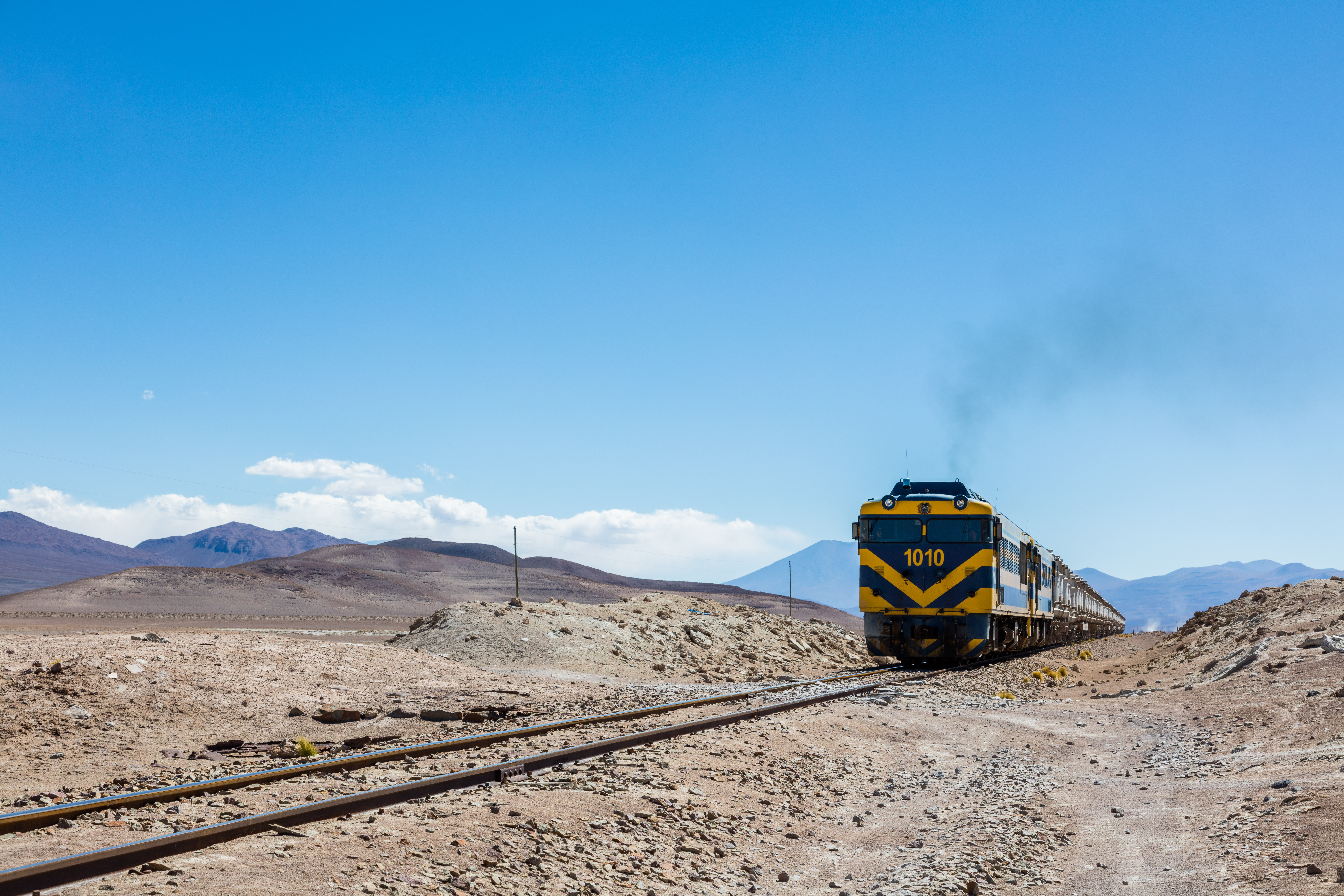
Un train sur la ligne entre Uyuni et Ollagüe.

Relativement au transport aérien, le département compte deux principaux aéroports, bien que leur achalandage demeure réduit par rapport à certains grands aéroports boliviens. L'aéroport Joya Andina dessert Uyuni et est construit depuis 2011 alors que l'aéroport Capitán Nicolás-Rojas dessert la capitale. Ce dernier bénéficie d'infrastructures mal adaptées à la réalité d'une ville de la taille de Potosí, ce qui limite son achalandage.
Le département est également doté de quelques liaisons ferroviaires. Un chemin de fer relie la capitale à Sucre à l'est et à Río Mulato à l'ouest. La section entre Potosi et Río Mulato, l'un des chemins de fer les plus hauts au monde, ne sert qu'au transport de minerais. À Río Mulato, la liaison ferroviaire se termine à la jonction du chemin de fer Oruro-Uyuni, qui lui sert également au transport de passagers et permet de relier le Chili ou l'Argentine, via Tupiza et Villazón. Les chemins de fer de la région font partie du réseau de la compagnie Ferroviaria Andina et sont notamment utilisés par Ferrocarril de Antofagasta a Bolivia.

## Économie

### Ressources minières

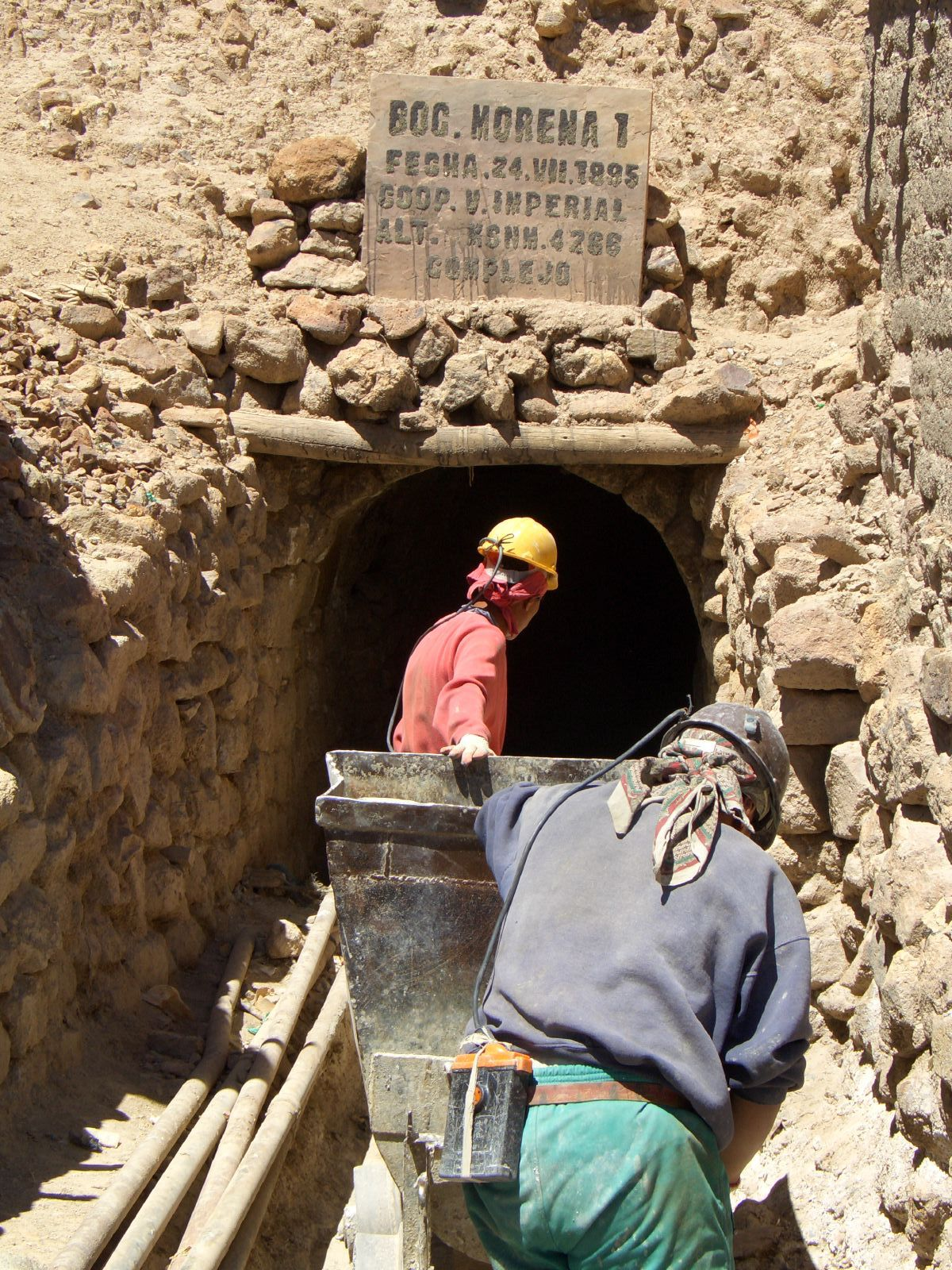
Les mines du Cerro Rico, à Potosí, encore exploitées de nos jours.

Montagneux, le département est connu pour ses ressources minières depuis la colonisation, la ville même de Potosí, située aux pieds du Cerro Rico (la « montagne riche ») étant naguère synonyme d'« eldorado », mais d'argent. Ces ressources d'argent sont toutefois désormais épuisées.
D'autres ressources géologiques sont présentes dans le sous-sol du département et certaines d'entre elles continuent d'être exploitées, notamment de l'antimoine, du plomb, du zinc, du bismuth, du wolfram, du soufre, du borax, du sel commun, du lithium, du cuivre, de l'or et possiblement de l'uranium. Ainsi, en août 2012, le président Evo Morales procède à la nationalisation de la mine d'argent et d'indium (utilisé pour les écrans plats LCD) de Malku Khota, exploitée par la firme canadienne South American Silver Corporation (en). Cette décision intervint après des semaines de manifestations par les travailleurs autochtones de Malku Khota, qui appelaient à nationaliser la mine,,,.
Les autorités départementales, avec le salar de Uyuni sur le territoire, misent aujourd'hui sur l'exploitation du lithium, dont le salar constitue parmi l'un, sinon le plus grand gisement sur Terre.

### Autres ressources et activités

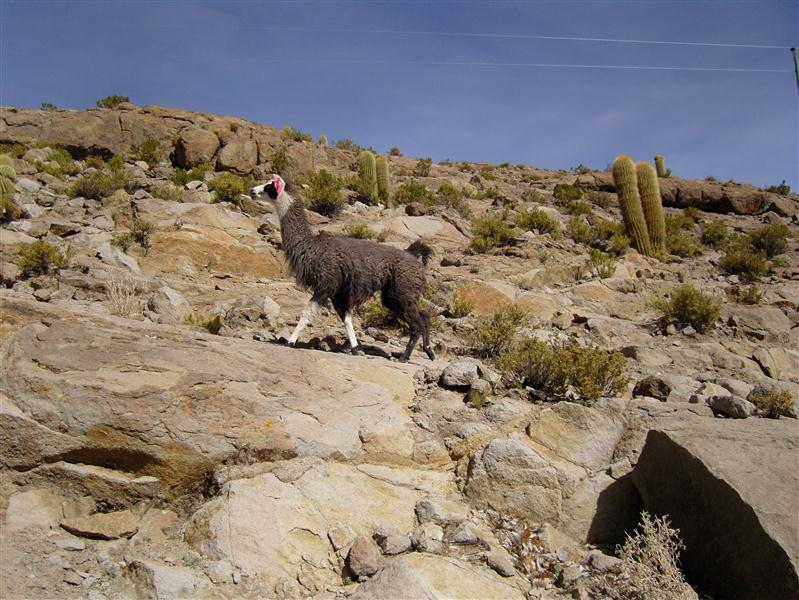
Un lama à l'état sauvage, photographié dans le département.

L'agriculture demeure relativement rare sur le territoire du département et les produits qui y en sont issus sont principalement destinés au marché local. La culture de la patate est nettement la plus importante, bien que d'autres végétaux sont également cultivés, tels que le quinoa, l'oca, le blé, l'orge, le raisin (notamment destiné au vin et au singani), certains fruits et légumes, les fèves, les pois et les légumineuses.
L'élevage dans le département demeure marginal. Certaines populations élèvent des espèces indigènes (lamas, alpagas) et introduites (ovins, bovins, caprins et dans une moindre mesure, ânes, chevaux, porcs et volailles). Les lamas et alpagas peuvent être destinés à la consommation de viande, pour leur fibre textile ou encore comme moyen de transport.
Dans les zones urbaines du département, tel que la capitale Potosí, une grande partie de la population travaille dans le secteur des services, notamment dans les commerces, les banques, les écoles et les établissements de santé. Le tourisme constitue également un secteur d'activité économique en croissance dans le département, notamment pour les attraits patrimoniaux et naturels qui s'y trouvent.

## Tourisme

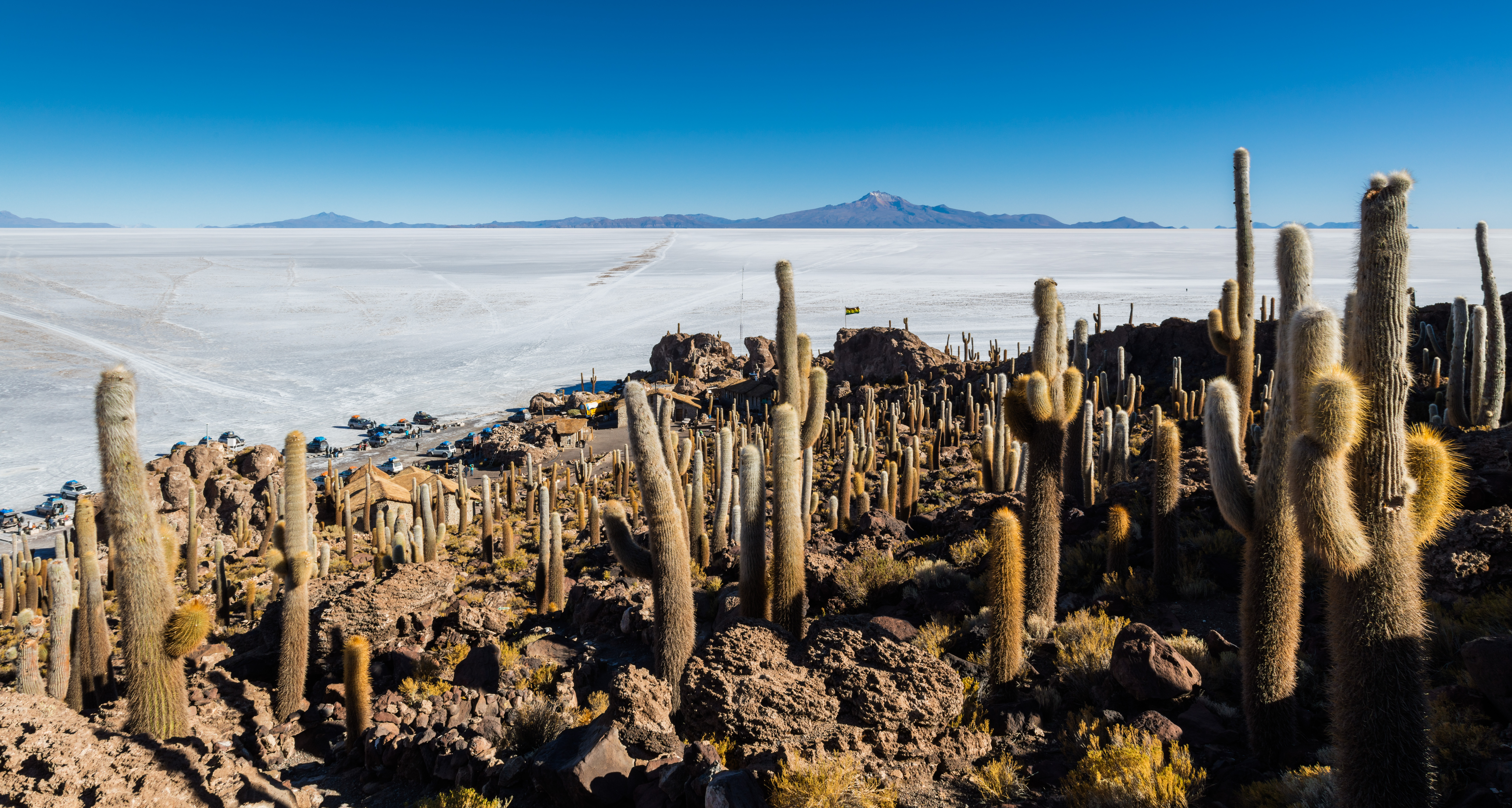
Le salar d'Uyuni, vu depuis l'Isla Incahuasi.

Le département dispose de plusieurs lieux d'exception faisant figure parmi les lieux touristiques les plus populaires du pays. Le plus connu est probablement le salar d'Uyuni, un important désert de sel (ou salar) situé au centre du département et dont la superficie de plus de 10 000 km2 est la plus grande au monde. 

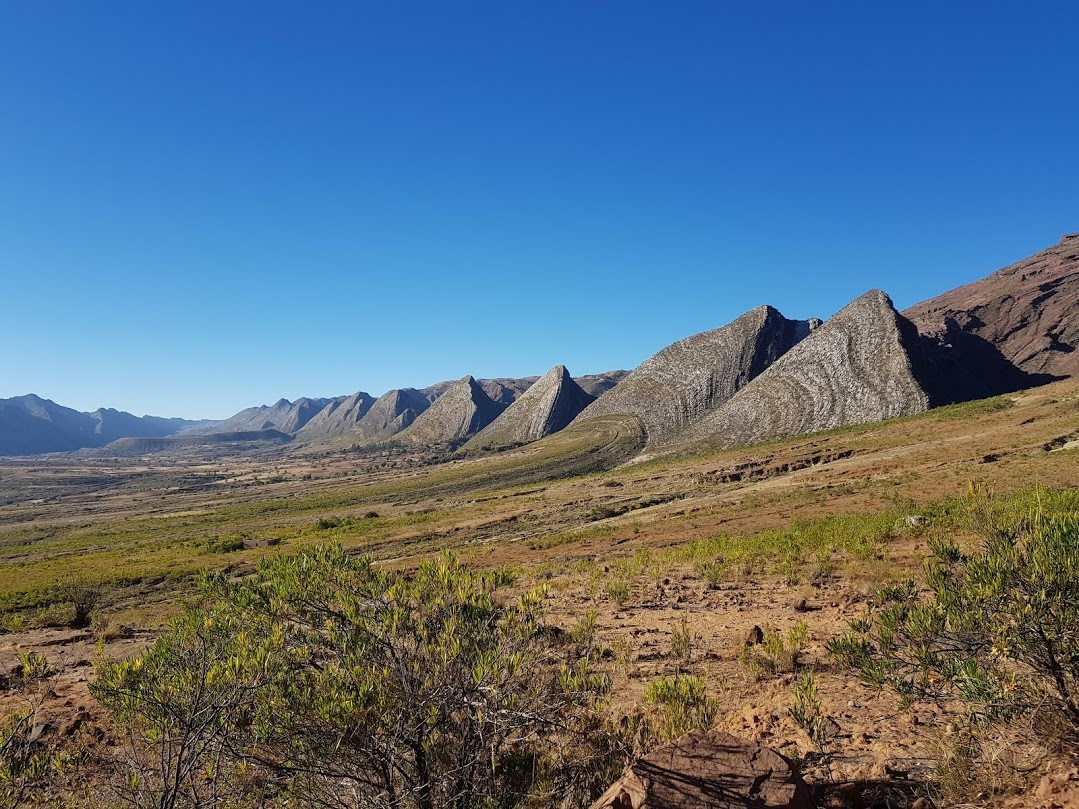
Formations rocheuses dans le parc national Toro Toro.

Le parc national Toro Toro se trouve également dans le département – dans sa partie nord –, des canyons, des formations rocheuses particulières et des fossiles d'empreintes de pas de dinosaures y sont présents.

La province de Sud Lípez est située au sud-ouest du département de Potosí et est caractérisée par la présence de plusieurs lagunes. Nombre d'entre elles, notamment la laguna Verde, la laguna Colorada et la laguna Blanca se trouvent protégées au sein de la réserve nationale de faune andine Eduardo Avaroa. Dans cette réserve de faune se trouvent également plusieurs importants sommets de la Bolivie, parmi les plus hauts du pays, notamment le Licancabur et l'Uturuncu.

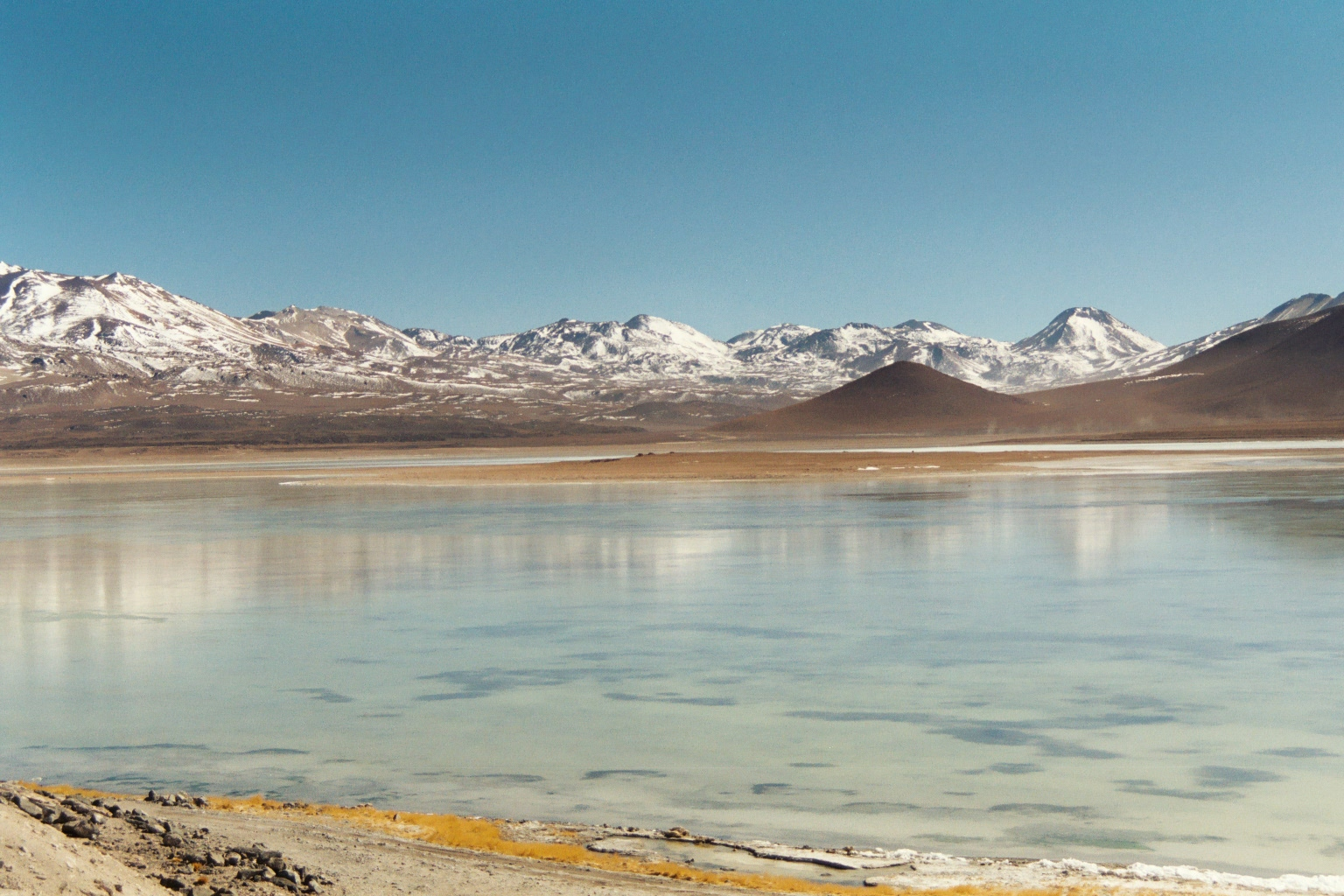
La laguna Verde.
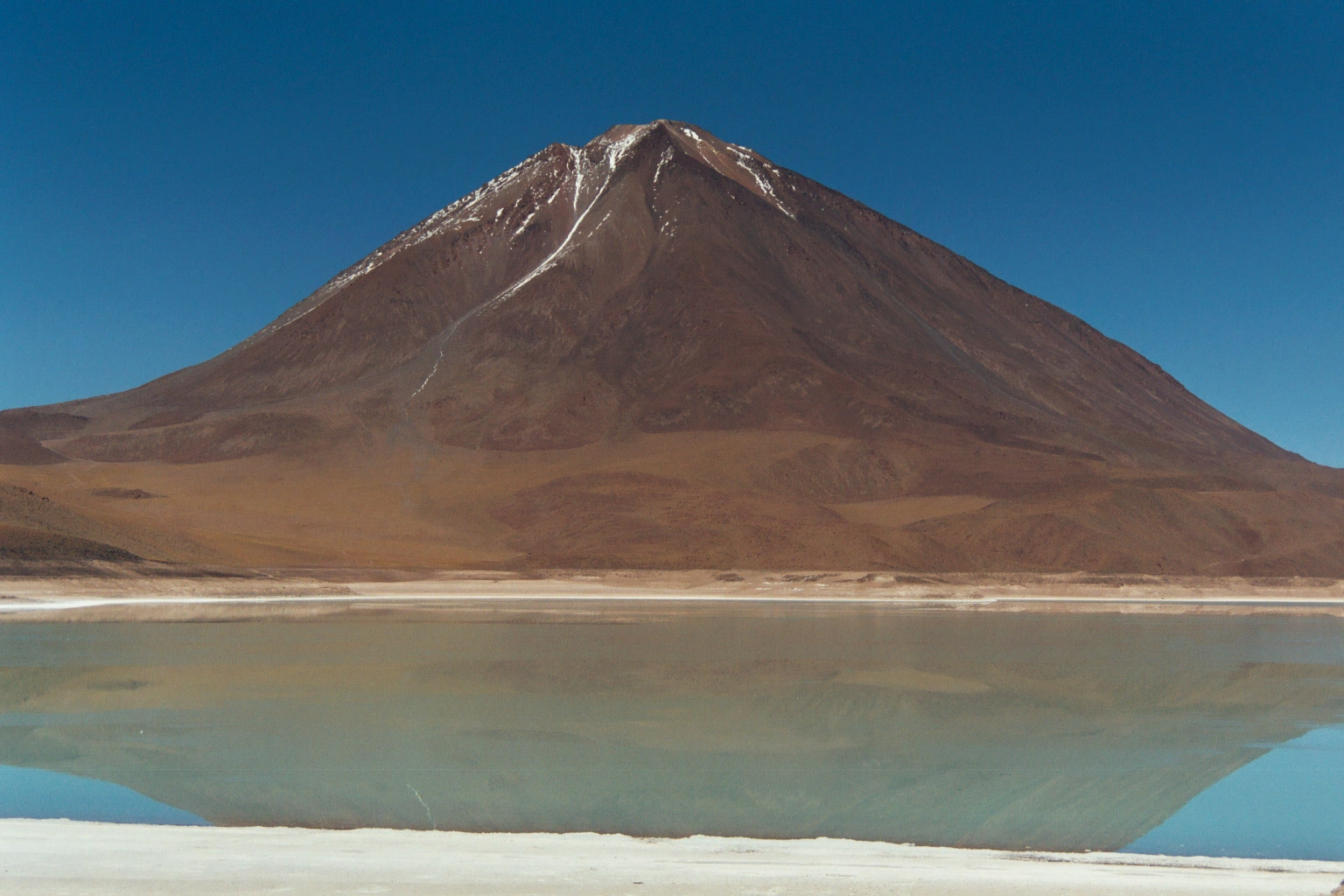
La laguna Verde et le Licancabur.
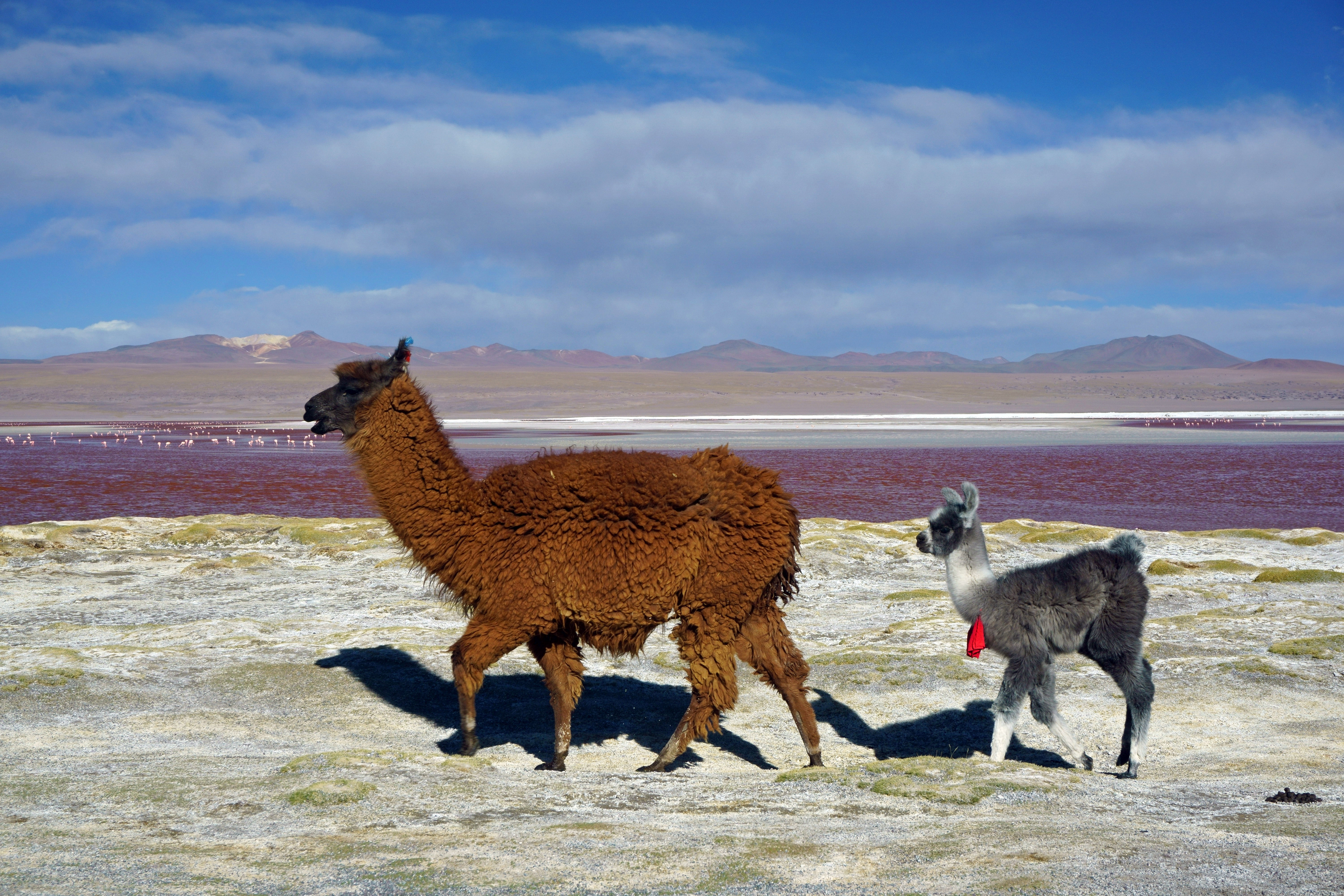
Lamas près de la laguna Colorada.